# Dimbo-Ottravads församling
Dimbo-Ottravads församling var en församling i Skara stift och i Tidaholms kommun. Församlingen uppgick 2010  i Varvs församling. 

## Administrativ historik
Församlingen bildades 1992 genom en sammanslagning av Dimbo församling och Ottravads församling. Församlingen ingick från 1998 till 2010 i Tidaholms pastorat.Församlingen uppgick 2010 i Varvs församling.

## Kyrkor
- Dimbo-Ottravads kyrka